# Campionati del mondo di ciclismo su strada 1947
I Campionati del mondo di ciclismo su strada 1947 si disputarono a Reims in Francia il 2 e 3 agosto 1947.
Furono assegnati due titoli:
- Prova in linea Uomini Dilettanti, gara di 164,000 km
- Prova in linea Uomini Professionisti, gara di 274,000 km

## Storia
L'edizione del 1947 fu caratterizzata dal caldo, con temperature oltre a 40 °C, che sfavorì i corridori meno abituati a temperature del genere. Viste le condizioni climatiche, non fu dato peso all'attacco di cinque corridori, gli olandesi Theo Middelkamp e Jef Janssen, il belga Albert Sercu, il francese Edouard Fachleitner e il lussemburghese Jean Diederich, che invece riuscirono ad arrivare fin sul traguardo con il solo Fiorenzo Magni a raggiungerli dal gruppo.
In quattro si giocarono la vittoria in volata e l'olandese Middelkamp, aiutato dal compagno Janssen, riuscì a battere Sercu (secondo) e Magni, che terminò quarto dopo il faticoso recupero. A testimonianza delle condizioni ambientali impossibili, su trentuno corridori partiti, sette conclusero la prova.
La selezione italiana dominò invece la prova dilettanti, che fu vinta da Alfio Ferrari, seguito al secondo posto da Silvio Pedroni.

## Medagliere
| Pos.   | Nazione     | Oro | Argento | Bronzo | Totale |
| ------ | ----------- | --- | ------- | ------ | ------ |
| 1      | Italia      | 1   | 1       | 0      | 2      |
| 2      | Paesi Bassi | 1   | 0       | 2      | 3      |
| 3      | Belgio      | 0   | 1       | 0      | 1      |
| Totale | Totale      | 2   | 2       | 2      | 6      |

## Sommario degli eventi
| Eventi                 | Oro                         | Tempo                      | Argento               | Tempo | Bronzo                      | Tempo |
| Uomini Professionisti  |                             |                            |                       |       |                             |       |
| Gara in linea dettagli | Theo Middelkamp Paesi Bassi | 7h28'17" Media 36,677 km/h | Berten Sercu Belgio   | a 10" | Jef Janssen Paesi Bassi     | s.t.  |
| Uomini Dilettanti      |                             |                            |                       |       |                             |       |
| Gara in linea dettagli | Alfio Ferrari Italia        | 4h18'58"                   | Silvio Pedroni Italia | ?     | Gerard van Beek Paesi Bassi | ?     |